# Phúc Thuận
Phúc Thuận là một phường ở phía nam của tỉnh Thái Nguyên, Việt Nam.

## Địa lý
Phường Phúc Thuận có vị trí địa lý:
- Phía đông giáp phường Bá Xuyên, phường Sông Công và phường Phổ Yên
- Phía tây giáp xã Quân Chu và tỉnh Phú Thọ
- Phía nam giáp xã Thành Công
- Phía bắc giáp xã Đại Phúc và xã Tân Cương.

Phường Phúc Thuận có diện tích 74,16 km², dân số năm 2025 là 29.051 người. Khu vực được định hướng phát triển du lịch, nông nghiệp với mô hình công viên nông nghiệp kết hợp trang trại. Trên địa bàn có các doanh nghiệp, công ty hoạt động trong các lĩnh vực như: khai thác, buôn bán vật liệu xây dựng; sản phẩm cơ khí, luyện kim, các doanh nghiệp môi trường: Việt Xuân Mới, công ty môi trường Thái Nguyên; quy hoạch khu công nghiệp đô thị dịch vụ Tây Phổ Yên. Hạ tầng giao thông trên địa bàn phường có đường liên kết vùng Bắc Giang - Thái Nguyên - Vĩnh Phúc, đường tỉnh 261, đường liên kết vùng, đường tỉnh 274.
Do phía tây có dãy núi Tam Đảo đón gió đông nam, nên lượng mưa ở lưu vực sông Công rất lớn. Đặc biệt, ở các nơi ven dãy núi Tam Đảo bao gồm Phúc Thuận thường xảy ra những trận mưa lớn, trong phạm vi hẹp, gây lũ quét; như ngày 21 tháng 10 năm 1969, ở suối Quân Cay thuộc xã Phúc Thuận, lượng mưa một giờ trong phạm vi 200 km² tại đây lên tới 325 mm, tạo nên lũ quét, nước chảy như thác đổ làm chết 26 người.

## Lịch sử
Từ năm 1898 đến năm 1913, đồn điền Reynaud được lập trên vùng đất hai tổng Thống Thượng và Thượng Kết. Nhân dân thường gọi là đồn điền Sơn Cốt hoặc đồn điền sả Phúc Thuận. Sau Cách mạng tháng Tám, chính quyền cách mạng thành lập xã Phúc Thuận trên phần lớn diện tích đồn điền Reynaud cũ. Trong Chiến tranh Đông Dương, khu vực từng là địa bàn tiếp giáp giữa vùng kiểm soát của Việt Minh và vùng tạm chiếm của Pháp. Đây là địa điểm từng đưa đón cán bộ cách mạng từ miền xuôi lên hoạt động ở an toàn khu Định Hóa.
Sau năm 1954, nhà nước Việt Nam chủ trương xây dựng mô hình nông trường quốc doanh. Năm 1957, Bộ Tư lệnh Quân khu Việt Bắc thành lập Nông trường Quân đội
Bắc Sơn”, đến năm 1960 đổi tên thành Nông trường Quốc doanh Bắc Sơn do Bộ Nông
trường quản lý. Năm 1966, Nông trường Quốc
doanh Bắc Sơn được chia tách thành Nông trường Bắc Sơn và Nông trường Quân Chu. Năm 1967, thị trấn Nông trường Bắc Sơn được thành lập, song chỉ giải quyết một số thủ tục hành chính, chưa có các ban, ngành, đoàn thể, còn tổ chức bộ máy chính quyền, đoàn thể thị trấn Nông trường thuộc chỉ đạo của huyện Phổ Yên.
Năm 1983, các xóm Tân Thắng, Đồng Đẳng của xã Phúc Thuận, cùng với xã Phúc Thọ và xóm Yên Ninh của xã Phúc Trìu được hợp nhất thành xã Phúc Tân của huyện Đồng Hỷ.
Năm 2006, Nông trường Bắc Sơn được cổ phần hóa, trở thành Công ty cổ phần Chè Bắc Sơn, với phần lớn cổ phần của Tổng công ty chè Việt Nam, chính thức trở thành một doanh nghiệp độc lập.
Năm 2011, thị trấn Bắc Sơn được thành lập trên cơ sở giải thể thị trấn Nông trường Bắc Sơn, điều chỉnh lại địa giới hành chính để thành lập thị trấn Bắc Sơn. Theo thủ tục, thị trấn nông trường chuyển giao 1.132 nhân khẩu về xã Minh Đức và chuyển giao 2.783 nhân khẩu về xã Phúc Thuận quản lý. Đồng thời thị trấn Bắc Sơn được thành lập trên cơ sở tách 1,6172 km² diện tích đất tự nhiên, 1.206 nhân khẩu của xã Minh Đức cùng với 2,0731 km² diện tích tự nhiên và 2.954 nhân khẩu của xã Phúc Thuận. Thị trấn Bắc Sơn có diện tích tự nhiên là 3,6903 km², dân số 4.160 người.Xã Minh Đức còn lại 18,0343 km² diện tích tự nhiên và 6.797 nhân khẩu; xã Phúc Thuận còn lại 52,1719 km² diện tích tự nhiên và có 13.269 nhân khẩu.
Năm 2015, thành lập thị xã Phổ Yên trên cơ sở huyện Phổ Yên, thị trấn Bắc Sơn đổi tên thành phường Bắc Sơn. Các xóm đổi thành tổ dân phố.
Năm 2022, thị xã Phổ Yên trở thành thành phố Phổ Yên, đồng thời thành lập phường Trung Thành trên cơ sở toàn bộ 9,09 km² diện tích tự nhiên và 13.151 người của xã Trung Thành, thành lập phường Đông Cao trên cơ sở toàn bộ 6,47 km² diện tích tự nhiên và 9.120 người của xã Đông Cao, thành lập phường Tân Phú trên cơ sở toàn bộ 4,78 km² diện tích tự nhiên và 7.025 người của xã Tân Phú, thành lập phường Thuận Thành trên cơ sở toàn bộ 5,48 km² diện tích tự nhiên và 9.684 người của xã Thuận Thành.
Tháng 6 năm 2025, phường Phúc Thuận được thành lập trên cơ sở nhập toàn bộ diện tích tự nhiên, quy mô dân số của xã Minh Đức (diện tích tự nhiên là 18,56 km²; dân số là 9.171 người); phường Bắc Sơn (diện tích tự nhiên là 3,87 km²; dân số là 3.873 người) và xã Phúc Thuận (diện tích tự nhiên là 51,73 km²; dân số là 16.007 người) của thành phố Phổ Yên. Trụ sở làm việc của phường nằm tại trụ sở phường Bắc Sơn cũ.

## Hành chính
Đến năm 2003, thị trấn Nông trường Bắc Sơn gồm chín xóm: Từ Xóm 1 đến Xóm 6 và các Xóm A1, A2, Sơn Trung.
Đến năm 2003, xã Minh Đức gồm 20 xóm: Hồ 1, Hồ 2, Xóm 3 Thuận Đức, Xóm 4 Thuận Đức, Lầy 5, Lầy 6, Chầm 7A, Chầm 7B, Chầm 7C, Đậu 8A, Đậu 8B, Cầu Giao 9A, Cầu Bùng, Ba Quanh, Thống Thượng, Đầm Mương 1, Đầm Mương 2, Đầm Mương 3, Đầm Mương 4, Tân Lập.
Đến năm 2003, xã Phúc Thuận gồm 28 xóm: Khe Lánh, Khe Đù, Quan Xóm, Ấp Lươn, Nông Trường, Đồng Đèo, Tân Ấp 1, Tân Ấp 2, Trung, Hang Rơi, Đầm Ban, Phúc Tài, Chăng, Bãi Hu, Đức Phú, Phúc Long, Làng Luông, Bãi Chạc, Hồng Cóc, Quân Cay, Coong Leng, Đèo Nứa, Xim Lồng 283, Hạ, Thượng 1, Thượng 2, Trại Thèn Bạ, Đồng Muốn.